# Cervell artificial
Cervell artificial (o  ment artificial) és un terme comunament utilitzat en els mitjans de comunicació per descriure la investigació que té com a objectiu el desenvolupament de programari i maquinari amb capacitats cognitives similars a les del cervell humà o el dels animals. Les investigacions sobre "cervell artificial" tenen tres línies científiques importants:
1. Un intent en curs dels neurocientífics per entendre com funciona el cervell humà, conegut com la neurociència cognitiva.
2. Un experiment del pensament en la filosofia de la intel·ligència artificial, que demostra que és possible, en teoria, crear una màquina que té totes les capacitats d'un ésser humà.
3. Un projecte a llarg termini seriós de crear màquines capaces d'acció intel·ligent general. Aquesta idea ha estat popularitzada per Ray Kurzweil[2] com la IA forta (presa en el sentit d'una màquina tan intel·ligent com un ésser humà).

Un exemple del primer objectiu és el projecte de la Universitat d'Aston, a Birmingham, Anglaterra, on els investigadors estan utilitzant cèl·lules biològiques per crear "neuroesferes" (petits grups de neurones) per tal de desenvolupar nous tractaments per a malalties com l'Alzheimer, la neurona motora i la malaltia de Parkinson.
El segon objectiu és una resposta a al·legacions com l'"argument de l'habitació xinesa de'John Searle, amb què Hubert Dreyfus John Searle crítica la IA de Roger Penrose en La nova ment de l'emperador. Aquests crítics van argumentar que hi ha aspectes de la consciència o l'experiència humana que no poden ser simulats per màquines. Una resposta als seus arguments és que els processos biològics cerbrals es poden simular amb qualsevol grau d'exactitud. Aquesta resposta es va fer ja el 1950, per Alan Turing en el seu assaig clàssic "Computing Machinery and Intelligence".
El tercer objectiu és generalment anomenat pels investigadors intel·ligència general artificial. No obstant això, Kurzweil prefereix el nom IA forta. En el seu llibre The Singularity is Near se centra en l'emulació total del cervell amb màquines computadores convencionals com un enfocament per implementar cervells artificials, i sosté (atès que la potència dels ordinadors continua creixent exponencialment) que això es podria assolir el 2025. Henry Markram, director del projecte Blue Brain, que també tracta d'emular el cervell, va fer una afirmació semblant (en aquest cas, per al 2020) en la conferència TED a Oxford el 2009.

## Enfocaments per a la simulació del cervell

Les estimacions de la quantitat de potència de processament que es necessita per emular un cervell humà (de Ray Kurzweil, Anders Sandberg i Nick Bostrom), juntament amb el superordinador més ràpid de TOP500 mapejat per any.

Tot i que l'emulació directa del cervell mitjançant xarxes neuronals artificials en un motor de computació d'alt rendiment és un enfocament comú, hi ha altres enfocaments. Una implementació del cervell artificial alternativa podria basar-se en la tecnologia hologràfica Neural (hNET), amb principis de coherència / decoherència de fase no lineals. L'analogia es va fer amb els processos quàntics a través de l'algorisme sinàptic central, que té moltes similituds amb l'equació d'ona QM.
EvBrain és una forma de programari evolutiu que pot fer evolucionar xarxes neuronals "brainlike", com ara la xarxa que hi ha immediatament darrere de la retina.
Des del novembre de 2008, IBM ha rebut una subvenció de $ 4,9 milions del Pentàgon per a la investigació en la creació d'equips intel·ligents. El projecte Blue Brain es porta a terme amb l'ajuda d'IBM a Lausana. Aquest projecte es basa en la premissa que és possible vincular artificialment les neurones "en l'ordinador" mitjançant la col·locació de trenta milions de sinapsis en la posició tridimensional adequada.
El març de 2008, el projecte Blue Brain avançava més de pressa del que s'esperava: "La consciència és només una enorme quantitat d'informació que és intercanviada per trilions de cèl·lules cerebrals." Alguns defensors de la IA forta especulen que els ordinadors com el Blue Brain i el Soul Catcher poden excedir la capacitat intel·lectual humana al voltant de 2015, i que el més probable és que serem capaços de descarregar el cervell humà en algun moment al voltant de 2050.
Hi ha bones raons per creure que, independentment de l'estratègia d'implementació, les prediccions sobre la realització de cervells artificials en un futur pròxim són optimistes. Els cervells particulars (incloent el cervell humà) i la cognició no estan ben compresos encara, i l'escala de càlcul requerida és desconeguda. A més sembla que hi ha limitacions de potència. El cervell consumeix al voltant de 20W de potència mentre que els superordinadors poden utilitzar-ne tanta com 1 MW (és a dir, 100.000 més) (nota: el límit de Landauer és 3.5x10 20 op / seg / watt a temperatura ambient).

## Cervell artificial experiment mental
Alguns crítics de la simulació del cervell creuen que és més senzill crear acció intel·ligent en general directament sense necessitat d'imitar la natura. Alguns comentaristes han fet l'analogia que els primers intents de construir màquines voladores prengueren per model els ocells, però que els avions moderns no s'hi assemblen pas. En IA s'utilitza un argument computacional, on es mostra que, si tenim una definició formal de la IA general, el programa corresponent es pot trobar enumerant tots els programes possibles i després provant-los tots per veure si coincideix amb la definició. No existeix una definició adequada actualment.
A més, hi ha qüestions ètiques que han de ser resoltes. La construcció i el manteniment d'un cervell artificial planteja qüestions morals, és a dir, en relació amb la personalitat, la llibertat i la mort. Un "cervell en una caixa" és una persona? Quins drets hauria de tenir una entitat així, des d'un punt de vista legal i moral? Un cop activat, tindrien els éssers humans l'obligació de continuar fent-lo funcionar? El tancament d'un cervell artificial constituiria la mort, el son, la pèrdua del coneixement, o algun altre estat per al qual no hi ha cap descripció humana? Al capdavall, un cervell artificial no està subjecte a la mateixa descomposició cel·lular postmortem (i la consegüent pèrdua de la funció) que els cervells humans, de manera que un cervell artificial podria, en teoria, funcionar en reengegar-se exactament igual com ho feia abans de ser apagat.